# Albert Wilkens

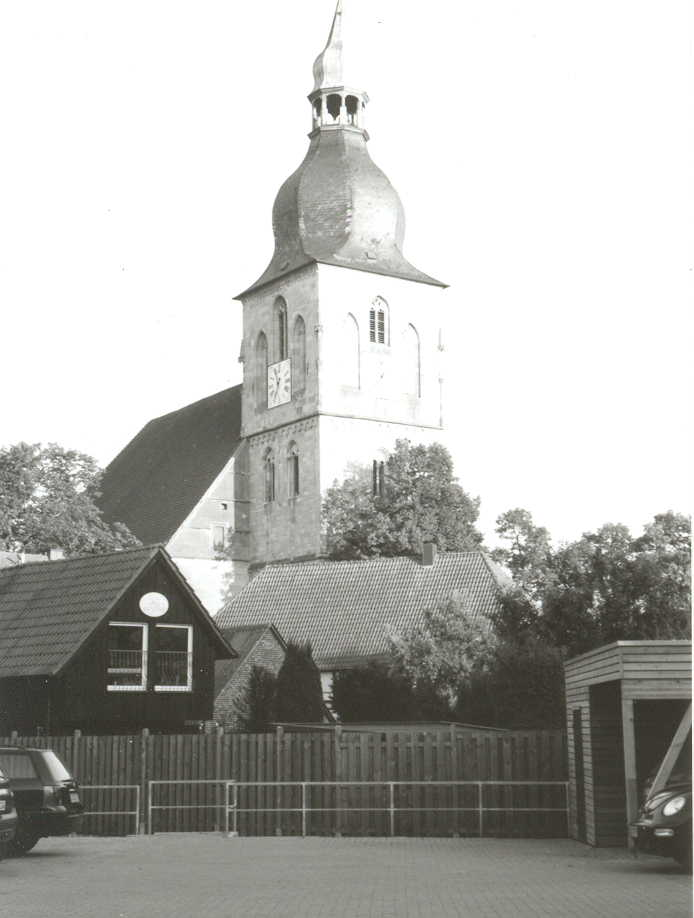
Die Pfarrkirche von Nottuln war Wilkens berufliche Wirkungsstätte

Albert Wilkens (* 8. Juli 1790 in Dörpen; † 1. Juni 1828 in Nottuln) war Kaplan in Nottuln und westfälischer Heimatforscher, der sich phantasiereicher Erfindungen und Fälschungen bediente.

## Leben
Albert Wilkens studierte ab 1810 in Münster Theologie, am 17. Januar 1815 wurde er zum Priester geweiht. Sofort nach der Weihe erhielt er eine Stelle als Pfarrkooperator an der Stiftskirche zu Nottuln, nach dem Tod des dortigen Kaplans wurde er 1817 dessen Nachfolger. Auf dieser Stelle blieb er, bis er 1828 an einer Schwindsucht starb.
Die Gemeinde in Nottuln war von überschaubarer Größe und wurde außer von Wilkens von zwei weiteren Seelsorgern betreut, so dass Wilkens viel Zeit hatte, seinen schriftstellerischen Neigungen zu folgen. Dabei plante Wilkens von Anfang an, das Archiv des aufgehobenen Damenstifts Nottuln und das der Pfarrgemeinde zu nutzen, denn 1816 begann er mit einer Schrift Anleitung zum Lesen aller lebenden und toten Sprachen nebst einer Anleitung die Schriften des Mittelalters zu lesen und zu verstehen, die zu seinem Selbstgebrauch bestimmt sein sollte, aber ein Torso blieb. 1817 veröffentlichte er eine Lebensgeschichte des heiligen Bischofs Martin von Tours, 1819 folgte mit Kurze Lebensgeschichte des heiligen Liudger die erste von zahlreichen heimatgeschichtlichen Arbeiten. Bis zu seinem Tod folgte eine große Zahl weiterer Schriften, die sich dadurch auszeichneten, dass Wilkens bis dahin nicht oder kaum bekanntes Quellenmaterial in die Forschung einführte. Besonders intensiv beschäftigte sich Wilkens mit der Geschichte des Stifts Nottuln.
Wilkens war bereits zu seiner Zeit nicht unumstritten. Kritiker warfen ihm Schlampigkeit vor, so hieß die erste nachgewiesene Äbtissin Nottulns, Heriburg, in einer seiner Schriften plötzlich Gerburgis. Besonders mit Joseph Niesert, einem 24 Jahre älteren Pfarrer aus Velen und ebenfalls Geschichtsforscher, geriet Wilkens früh in Streit. Niesert ignorierte Wilkens Arbeiten in der Literaturübersicht zur münsterschen Geschichte in der Einleitung seines Münsterländischen Urkundenbuches, Wilkens revanchierte sich dafür, indem er Nieserts Werk in seiner Schrift über die Geschichtsquellen Westfalens ohne Nennung des Verfassers benutzte.
Die zeitgenössische Kritik an Wilkens war mehr als berechtigt. Die neuere Forschung hat Wilkens sowohl Fälschungen als auch äußerst phantasievolle Interpretationen echter Urkunden nachgewiesen.

## Die Gründungsurkunde des Stiftes Nottuln
In seinem Versuch einer allgemeinen Geschichte der Stadt Münster veröffentlichte Albert Wilkens 1823 erstmals die erste Urkunde des Stifts Nottuln, die zuvor der Forschung völlig unbekannt gewesen war. Inhalt der Urkunde war, dass Gerfried, der zweite Bischof von Münster, 834 der Gründung Liudgers in Nottuln zwei als „Buchuldi“ und „Oildinhus“ bezeichnete Höfe schenkte gegen wertvolle Reliquien, die er von Nottuln in die Kapelle der heiligen Maria „prope amnem“ in „Mimigardeforde“ überführt hatte. Nach Angabe Wilkens hatte er die Urkunde in einem seit 1811 verschollenen Kopiar des Nottulner Stifts entdeckt.
Der Diplomatiker Joseph Prinz entlarvte die Urkunde 1962 als freche und plumpe Fälschung, bei der man sich fragen müsse, ob man sich mehr über die Dreistigkeit des Fälschers oder über die Leichtgläubigkeit, mit der die Forschung der Fälschung aufgesessen sei, wundern müsse. Prinz wies Wilkens zahlreiche formale und inhaltliche Fehler nach. Schon der Umstand, dass Wilkens das angeblich seit 1811 verschollene Kopiar in seiner Schrift über Liudger 1819 nicht kannte, aber dann 1823 daraus zitieren konnte, hätte misstrauisch stimmen müssen. In Wilkens Nachlass fand sich eine auf 1819 datierte Abschrift, die Wilkens von einer weiteren Abschrift abgeschrieben haben wollte, verfasst vom Notar Ketteler, der nach der Säkularisation eine Bestandsaufnahme über den Besitz des Nottulner Stifts für die neuen preußischen Herren erstellt hatte. Auch diese angeblich älteste Abschrift existiert noch, auf der Rückseite dieser Abschrift befand sich eine Niederschrift über den Brand Nottulns 1748. Ketteler hatte sich tatsächlich mehrfach mit der Ordnung von Archiven beschäftigt; der Bericht an die preußische Kriegs- und Domänenkammer über Nottuln enthielt auch eine Übersicht über die Nottulner Stiftsgeschichte aus seiner Feder. Was in diesem Bericht nicht erwähnt war, war die Urkunde, die Ketteler doch abgeschrieben haben sollte, oder auch nur das Kopiar. Bereits 1903 hatte zwar ein Archivar des Staatsarchives Münster festgestellt, dass die Abschrift von Wilkens mit verstellter Handschrift geschrieben wurde. Diesem Archivar fielen auch unstimmige Abkürzungen im Urkundentext auf, die Bemerkungen, die er auf dem Umschlag notierte, in dem die Abschrift aufbewahrt wird, wurden jedoch von der Forschung nicht beachtet.
Auch textlich hielt die Urkunde keiner Prüfung stand, Prinz konnte vielmehr nachweisen, wo sich Wilkens bei der Abfassung seiner Fälschung bedient hatte. Umfangreiche Teile des Urkundentextes hatte Wilkens von der Gründungsurkunde des Stifts Essen übernommen, die bereits veröffentlicht worden war und die auf 870 datiert ist. Als Vorlage für die Fälschung einer Urkunde des 9. Jahrhunderts war sie allerdings nicht geeignet, da diese Urkunde, was Wilkens nicht wissen konnte, selbst eine Fälschung des 12. Jahrhunderts ist. Eine weitere Quelle, welche die Invokationsformel beisteuerte, fand Wilkens in einer echten Münsteraner Urkunde für das Kloster Werden. Wo diese Übernahmen angepasst werden mussten, machte Wilkens Fehler: Die von ihm gewählte Schreibung des Ortsnamens Münsters Mimigafordiensis ist viel zu modern für eine Urkunde des 9. Jahrhunderts. Da Wilkens' Latein nicht das beste war, kürzte er zudem beim Anpassen des Essener Urkundentextes für seine Fälschung Sätze sinnentstellend ab, während dort, wo Wilkens einen eigenen Text schreiben musste, sein Latein laut Prinz erbärmlich ist. Weitere Fehler Wilkens' waren die Namensformen, die sämtlich fehlerhaft sind.

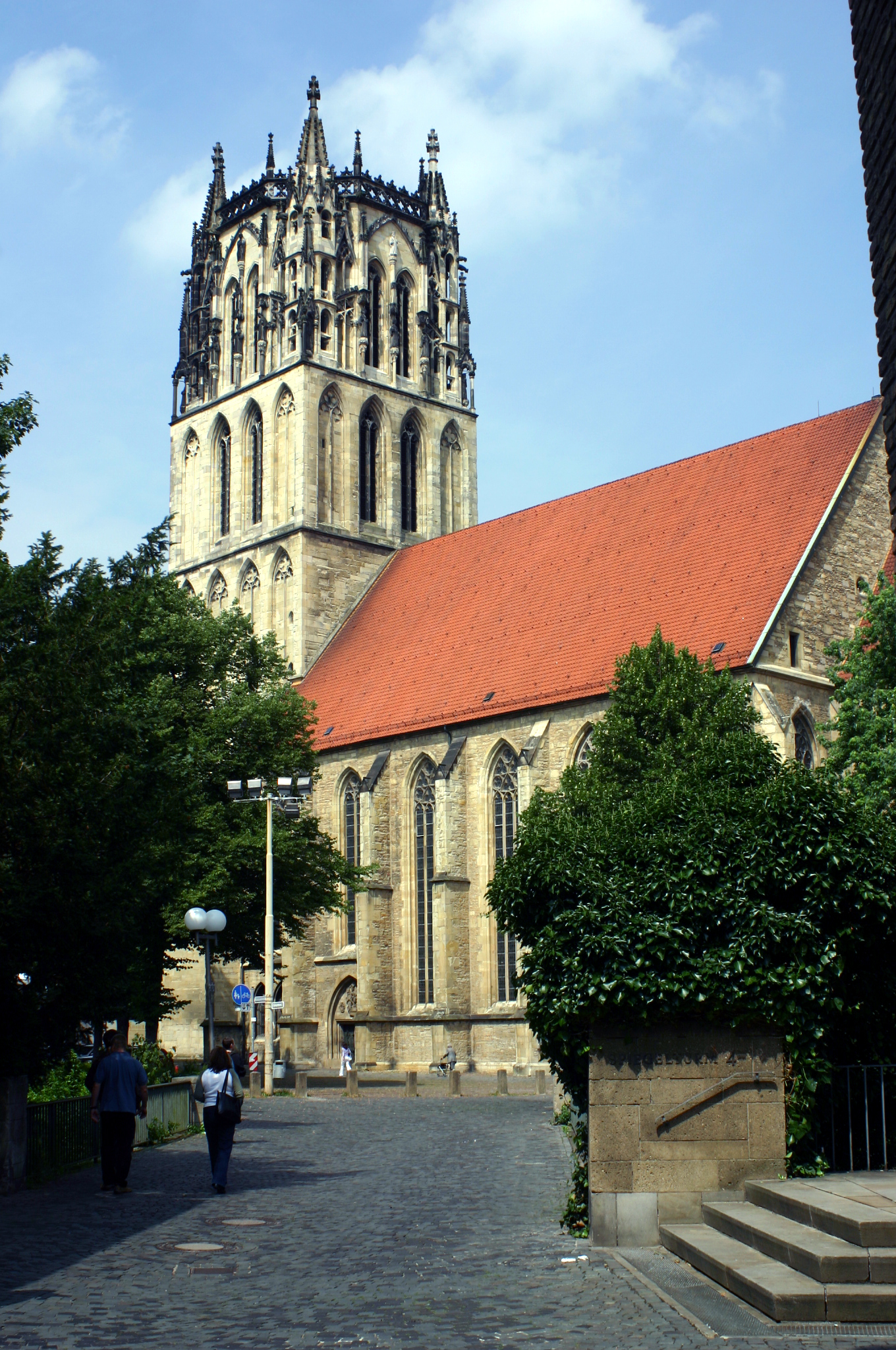
Zu Wilkens Pech gab es die Überwasserkirche zur Zeit Bischof Gerfrieds noch nicht

Genauso stümperhaft wie die textliche Gestalt der Urkunde war ihr Inhalt, der zusammengefasst lautet, dass Gerfried aus Dank für die Gaben Gottes, die er empfangen hatte, den Plan gefasst und umgesetzt hätte, aus der von Liudger gegründeten Kirche in der Grafschaft des Roibert in Nottuln genau bezeichnete Reliquien in die Kirche St. Maria „jenseits des Wassers“ zu übertragen. Dabei unterliefen Wilkens zahlreiche Fehler: Die Ortsangabe „in der Grafschaft xx“ kam erst später auf, dafür fehlt in der Datierung, die nur das Inkarnationsjahr angibt, die im 9. Jahrhundert übliche Angabe des Regierungsjahrs des Herrschers. Die Empfängerbezeichnung „capella ecclesiae beatae Mariae virginis trans aquas“ ist gleich doppelt fehlerhaft: capella war das völlig falsche Wort, da capellae im 9. Jahrhundert nur auf königlichem Fiskalgut existierten. Zudem tauchte der Zusatz „trans aquam“ für die Überwasserkirche, die vermutlich im 9. Jahrhundert noch nicht bestand (nachgewiesen ist sie ab ca. 1040), erst im 12. Jahrhundert auf. Fehlerhaft ist auch die Gründung Nottulns durch Liudger, von der die zeitgenössischen Liudger-Viten nichts wissen. Demzufolge ist auch das Gründungsdatum des Klosters Nottuln in der Urkunde falsch, und sogar Heriburg als Äbtissin ist eine Erfindung Wilkens': Nach den Liudgerus-Viten war sie Sanctimoniale, hatte also ihr Leben in den Dienst der Kirche gestellt, eine Äbtissinnenposition wird jedoch nicht erwähnt, obwohl ein solches Amt von den Vitenverfassern mit Sicherheit erwähnt worden wäre. Die Forschung nimmt an, sie habe das Leben einer frommen Einsiedlerin geführt.
Alles in allem war Wilkens Fälschung tatsächlich plump und nur aus seinem Bestreben, Anerkennung zu erlangen, zu erklären. Sie war nur ein Teil seines Versuchs, dem Stift Nottuln eine längere Geschichte zu geben.

## Die Urkunde der Kaisertochter Sophie
Wilkens war jedoch nicht nur ein unbegabter Fälscher, sondern auch ein phantasiereicher Interpret echter Urkunden. Vermutlich im Archiv des Nottulner Hospitals fand Wilkens einen Akteneinband aus Pergamentbögen. Diese Pergamentbögen entstammten einem zu Pergamentmakulatur zerlegten Boethius-Codex, der im Skriptorium des Stifts Essen geschrieben worden war. Einer dieser Aktendeckel war das Schlussblatt des Kodex, auf dem 17 Zeilen frei geblieben waren, die von Essener Schreibern für Federproben – oft mit dem Wort „probatio“ und Abwandlungen wie „proba“ – genutzt worden waren. Da noch Platz war auf dem Blatt, hatte ein unbekannter Essener Schreiber dort eine Urkunde der Essener Äbtissin Sophia einkopiert, in der ein Freier namens Balderich sein Erbgut und sich selbst mit seiner Familie als Hörige dem Stift übereignete. Die Urkunde, wenn auch nur als Abschrift erhalten, ist echt, vermutlich kam das Blatt mit der Abschrift bereits als Aktendeckel zu einer Zeit nach Nottuln, in der die beiden Stifte in Personalunion verbunden waren.
Wilkens bezog diese Urkunde neu auf seine erfundene Geschichte des Stifts Nottuln, indem er Sophia ohne jeden Beleg auch zur Nottulner Äbtissin erklärte. Der ansonsten unbelegte Balderich wurde zu einem Nachfahren der Liudgeriden und Verwandten Bischof Gerfrieds, der sich, seine unbenannte Gattin und seine benannten Söhne in den Dienst des Stifts Nottuln gestellt habe. Wilkens erweiterte die Schenkung Balderichs noch um zwei Töchter namens Probatia und Proba, deren Namen er aus den Federproben auf dem Pergament erschloss.

## Hinweise aus der Lokalgeschichte
Besondere poetische Leistungen lieferte Albert Wilkens in Gedichten und kleinen Epen, die sich um einen Lustgarten, das „Bagno“ rankten, den der Nottulner Dechant Vehoff in einem Bruch-Tal nahe dem Dorfe angelegt hatte. Möglicherweise liegt in diesem wildromantischen Garten die wesentliche Quelle der Wilkens’schen Innovationen. Hier verortete er ganz nebenbei auch noch die Varusschlacht. Nicht unwahrscheinlich ist, dass Wilkens zum wesentlichen Teil seiner Erfindungen und poetischen Ergüsse im Freundeskreis der Kleriker und Stiftdamen des ehemaligen Damen-Stiftes Nottuln inspiriert wurde.
Übrigens war Wilkens, und diese Umstände waren Prinz bei der Veröffentlichung seines Aufsatzes 1962 nicht bewusst, in der „Szene“ der frühen Geschichtsfreunde Westfalens nicht nur negativ diskutiert. Er hatte Kontakt zu frühen Historikern wie Bernhard Sökeland und Heinrich Friedrich Karl vom und zum Stein, kannte unter anderem August Heinrich Hoffmann von Fallersleben und zählte zur kleinen Schar der Begründer des noch heute bestehenden Vereins zur Geschichte und Altertumskunde Westfalens.
Die Wilkens’sche Sammlung im Staatsarchiv Münster ist für die Ortsgeschichte von Nottuln von erheblicher Bedeutung, da der fleißige Kaplan eine Fülle von Unterlagen speziell des 18. Jahrhunderts sammelte, ohne allerdings die Provenienzen anzugeben. Ohne seine Sammelwut wären sie gewiss vernichtet worden. Seine Exekutoren haben die Unterlagen, eigene Schriften, Abschriften und Originale bald nach seinem Tode dem Archiv in Münster anvertraut. In den Sammelbänden stecken weitgehend ungeordnet und ungehoben zahlreiche Quellen zur Wirtschaftsgeschichte. Wilkens eigene Werke Abhandlungen und Kollektaneen bringen immerhin zahlreiche Informationen, die die lokale Geschichtsforschung gut verwenden kann, da sie aus anderen Quellen bestätigt werden. Allerdings ist Wilkens’ Handschrift ein Problem. Maschinen-Abschriften seiner wichtigsten Arbeiten liegen aber im Staatsarchiv wie auch im Bistumsarchiv Münster vor. Seine gedruckte Schrift über die St.-Antoni-Bruderschaft Nottuln ist eine wertvolle volkskundliche Quelle.
Ein objektives Urteil über Albert Wilkens fällt schwer, denn man muss neben seinen über fast 140 Jahre selbst von den besten Historikern Westfalens geglaubten und immer wieder vorgetragenen Fälschungen seine sonstigen Arbeiten, seine Lebensumstände und seinen Bildungshintergrund sehen. Als er im Zeitalter der Romantik lebte und schrieb, war die „Geschichte als Wissenschaft“ noch nicht weit verbreitet.